# Näs (Östersund)
Näs is een plaats in de gemeente Östersund in het landschap Jämtland en de provincie Jämtlands län in Zweden. De plaats heeft 66 inwoners (2005) en een oppervlakte van 19 hectare. De plaats ligt aan het meer Näkten.